# Майор-генерал (Велика Британія)
Майор-генерал (англ. Maj Gen) військове двозіркове звання британської армії та Королівської морської піхоти. Звання також деякий час використовували у Королівських ВПС, приблизно півтора року, з часу утворення у вересні 1919. У британській армії зазвичай звання майора-генерала використовують для позначення командира дивізії. У Королівській морській піхоті цьому званню відповідає звання коменданта-генерала.
Звання майора-генерала старше за бригадира, але нижче за лейтенанта-генерала. Звання має кодове позначення NATO OF-7, яке є рівноцінним до контрадмірала у Королівських ВМС або віце-маршала повітряних сил у Королівських ВПС та у повітряних силах країн Співдружності.
Відзнакою звання є зірка ордена Лазні, над схрещеними мечем та жезлом, таки самий як і у заступника головного констебля у поліції.
З точки зору орфографії, складні ранги незмінно переносились, приблизно до 1980 року. На сьогодні звання незмінно не переноситься.. Коли звання пишуть як заголовок, особливо перед іменем людини, обидва слова звання пишуть великими літерами, не залежно від стилю написання з дефісом або без. При використанні звання як звичайного іменника, вони можуть бути написані в нижньому регістрі: «Майор-Генерал Монтгомері був одним з декількох майор-генералів, яких підвищили цього разу».

## Використання у британській армії
У британській армії дивізіями командують майор-генерали. Проте, майор-генерали можуть призначатися на інші посади. Наприклад, комендант Королівської військової академії Сендгерст має звання майор-генерал.
Приблизно до 1980-х начальники кожного виду збройних сил, таких як Королівський бронетанковий корпус, Королівський полк артилерії та Корпус піхоти, мали звання майор-генералів. Іншими, адміністративними, командували також майор-генерали. Крім того, під час війни, старшим офіцером відділом Королівських армійських капеланів командував капелан-генерал. Такі призначення мали  'відносну першість' — вони були рівноцінні, але не мали повних повноважень та влади як звання майор-генерала.

## Використання у Королівській морській піхоті
Командант-генерал Королівської морської піхоти отримав звання майор-генерала з 1996, коли ранг були понижено зі звання лейтенант-генерала. Як і в армії, звання знаходиться між званнями бригадира та лейтенант-генерала.

## Використання у Королівських ВПС
Звання використовувалося з 1 квітня 1918 по 31 липня 1919. Рід військ складався з об'єднаних армійського Королівського льотного корпусу та флотської Королівської морської повітряної служби, тому використання такого звання стало компромісом між двома традиціями. Відзнакою походила з відзнаки контрадмірала та мала вигляд широкої золотої смуги на манжеті під вузькою золотою смугою. Над цими двома смугами розташовувався орел королівською короною. 1 вересня 1919 звання було замінено на звання віцемаршала повітряних сил.
Хоча звання використовувалося короткий час багато старших офіцерів мали звання майор-генерал:
- Едвард Ешмур
- Сефтон Бранкер
- Джордж Кейлі[4]
- Едвард Еллінгтон
- Філіп Гейм
- Високоповажний сер Фредерік Гордон[5]
- Фредерік Гелс-Колдвел[6]
- Джон Хіггінс
- Марк Керр
- Чарльз Лемб
- Чарльз Лонгкрофт
- Годфрі Пейн
- Джефрі Салмонд
- Джон Салмонд
- Ернест Свінтон[7]
- Фредерік Сайкс
- Г'ю Тренчард

## Виноски
1. ↑  Щоб побачити плутанину у джерелі London Gazette, можна порівняти дві редакції від 1979: перша: [2] від червня та друга:[3] від листопада